# Municipio de Spring (Kansas)
El municipio de Spring (en inglés: Spring Township) es un municipio ubicado en el condado de Butler en el estado estadounidense de Kansas. En el año 2010 tenía una población de 1487 habitantes y una densidad poblacional de 15,93 personas por km².

## Geografía
El municipio de Spring se encuentra ubicado en las coordenadas 37°41′32″N 96°52′37″O / 37.69222, -96.87694. Según la Oficina del Censo de los Estados Unidos, el municipio tiene una superficie total de 93.32 km², de la cual 93,21 km² corresponden a tierra firme y (0,12 %) 0,11 km² es agua.

## Demografía
Según el censo de 2010, había 1487 personas residiendo en el municipio de Spring. La densidad de población era de 15,93 hab./km². De los 109 habitantes, el municipio de Spring estaba compuesto por el 94,62 % blancos, el 0,61 % eran afroamericanos, el 1,14 % eran amerindios, el 0,40 % eran asiáticos, el 1,14 % eran de otras razas y el 2,09 % eran de una mezcla de razas. Del total de la población el 3,70 % eran hispanos o latinos de cualquier raza.